# Аврамово (Кырджалийская область)
Аврамово (болг. Аврамово) — село в Болгарии. Находится в Кырджалийской области, входит в общину Ардино. Население составляет 5 человек. До 1934 года село называлось — Ибрахимлер.

## Политическая ситуация
Аврамово подчиняется непосредственно общине и не имеет своего кмета.
Кмет (мэр) общины Ардино — Ресми Мехмед Мурад (Движение за права и свободы (ДПС)) по результатам выборов.